# NGC 7487
NGC 7487 este o galaxie situată în constelația Pegas. A fost descoperită în 17 noiembrie 1827 de către John Herschel.